# Nuova Zelanda ai Giochi della XV Olimpiade
La Nuova Zelanda ha partecipato ai Giochi della XV Olimpiade, svoltisi ad Helsinki, dal 19 luglio al 3 agosto 1952,  
con una delegazione di 14 atleti, di cui 2 donne, impegnati in 5 discipline,
aggiudicandosi 1 medaglia d'oro, e 2 medaglie di bronzo.

## Medagliere

### Per discipline
| Sport            | Oro | Argento | Bronzo | Totale |
| ---------------- | --- | ------- | ------ | ------ |
| Atletica leggera | 1   | 0       | 1      | 2      |
| Nuoto            | 0   | 0       | 1      | 1      |
| Totale           | 1   | 0       | 2      | 3      |

### Medaglie
| Medaglia | Atleta          | Sport            | Evento                    |
| -------- | --------------- | ---------------- | ------------------------- |
| Oro      | Yvette Williams | Atletica leggera | Salto in lungo femminile  |
| Bronzo   | John Holland    | Atletica leggera | 400 metri ostacoli        |
| Bronzo   | Jean Stewart    | Nuoto            | 100 metri dorso femminili |